# Mimar-Sinan-Moschee Mosbach

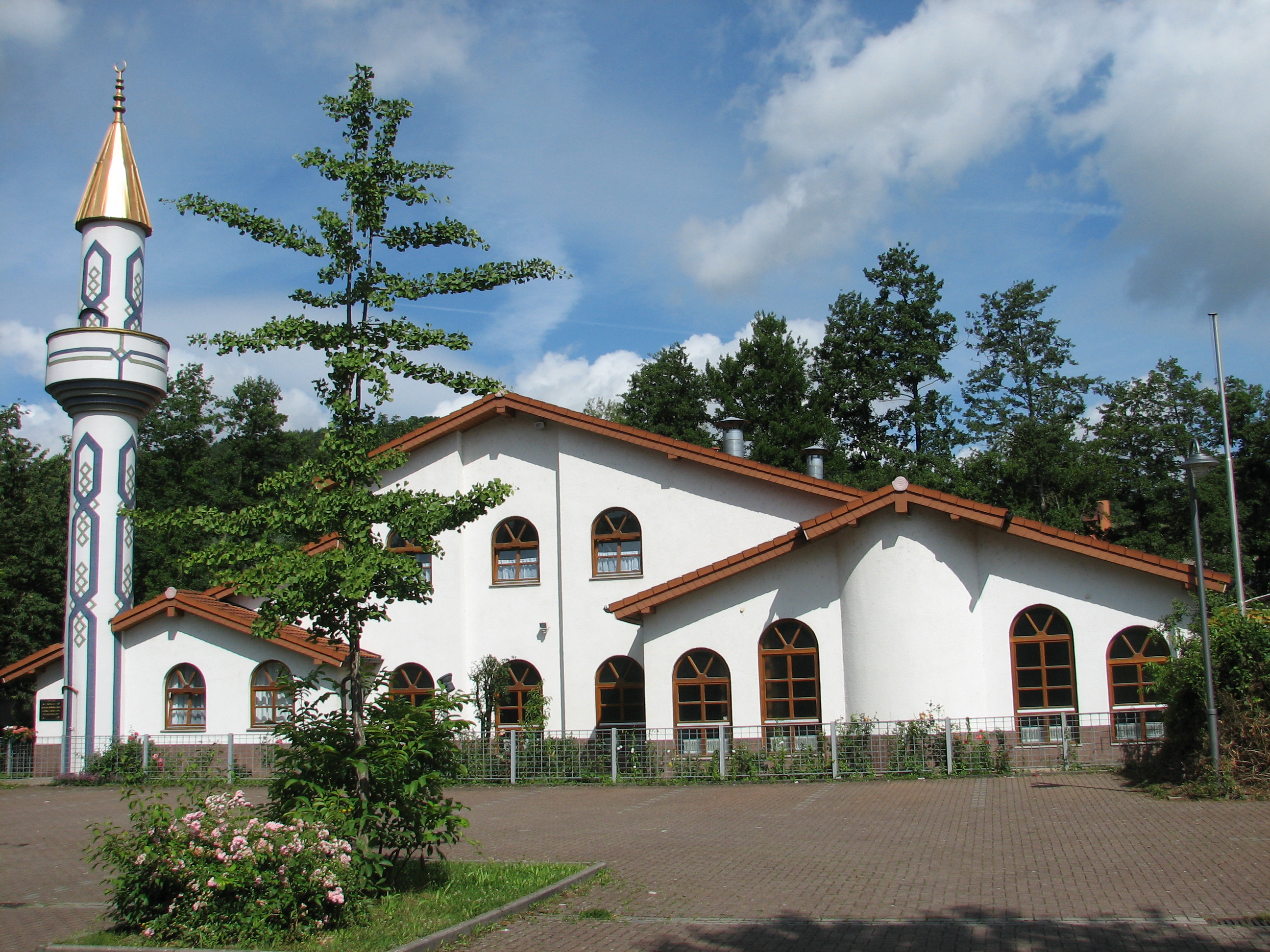
Mimar-Sinan-Moschee Mosbach (2007)

Die Mimar-Sinan-Moschee in Mosbach im Norden Baden-Württembergs ist eine Moschee der Türkisch-Islamischen Union der Anstalt für Religion (DITIB). Der offizielle türkische Name der Moschee lautet Mimar Sinan Camii Mosbach (deutsch: Architekt-Sinan-Moschee Mosbach). Der Namensgeber Mimar Sinan war der bedeutendste Architekt des Osmanischen Reiches im 16. Jahrhundert. Das Gebäude steht im westlichen Teil der Stadt am Ufer der Elz auf einem 875 m² großen Grundstück. Der von dem Diplom-Ingenieur Hameed Zakaria aus Neckargerach unter Anlehnung an alpenländische Architekturstile entworfene Bau wurde 1993 eröffnet. Er verfügt über eine Nutzfläche von 477 m² und ist mit einem Minarett ausgestattet.